# دورنير دو 335
دورنير دو 335 (بالإنجليزية: Dornier Do 335)‏ هي مقاتلة-قاذفة بمحركين أنتجت في 1944 بألمانيا. من صناعة دورنير للطائرات. كانت تستخدم بشكل أساسي من قبل سلاح الجو الألماني. كان أول طيران لها في 1943. انتهت خدمتها في 1945. صنع منها 37 طائرة.